# Meilenstein (Lüttchendorf West)

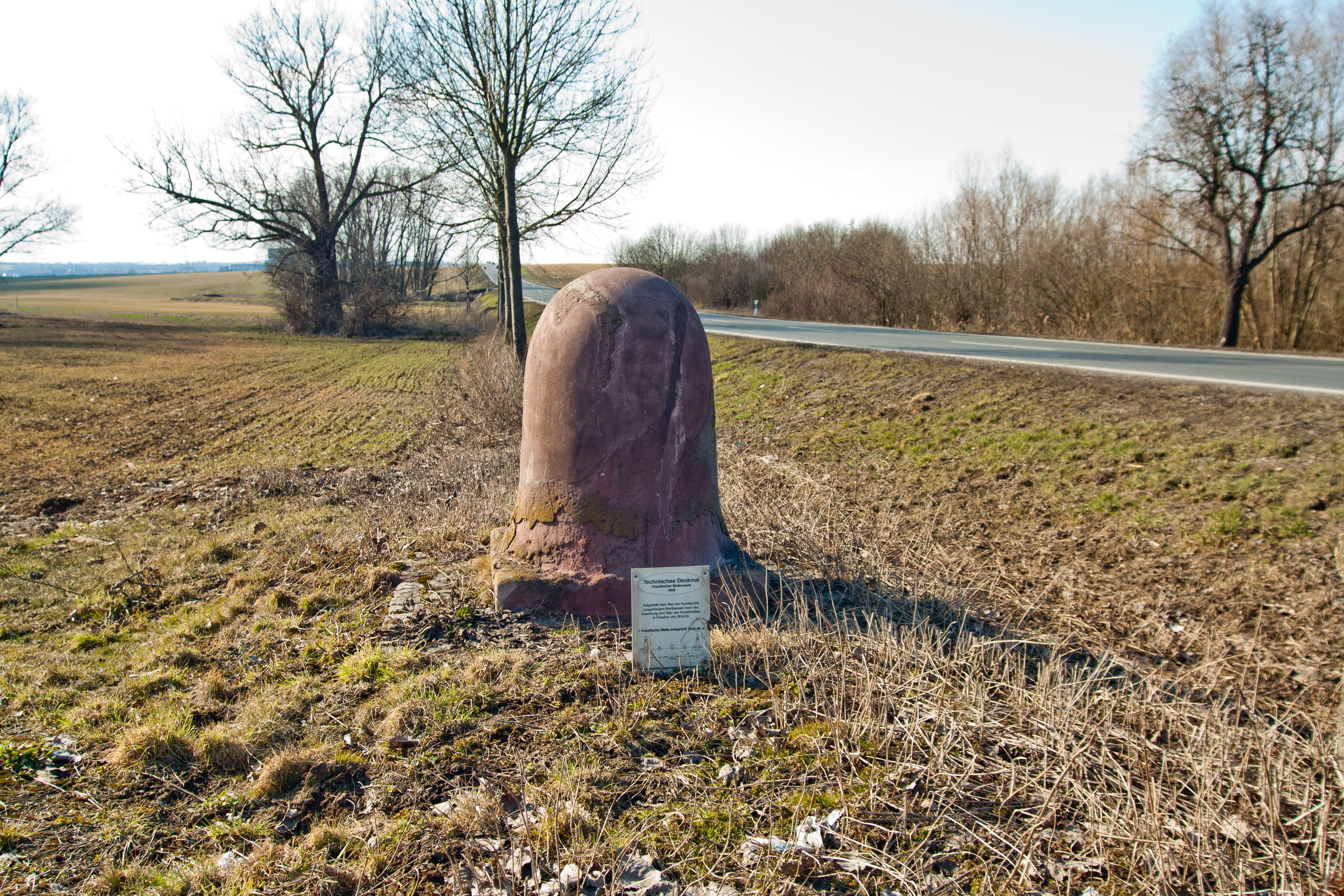
Preußischer Halbmeilenstein bei Lüttchendorf

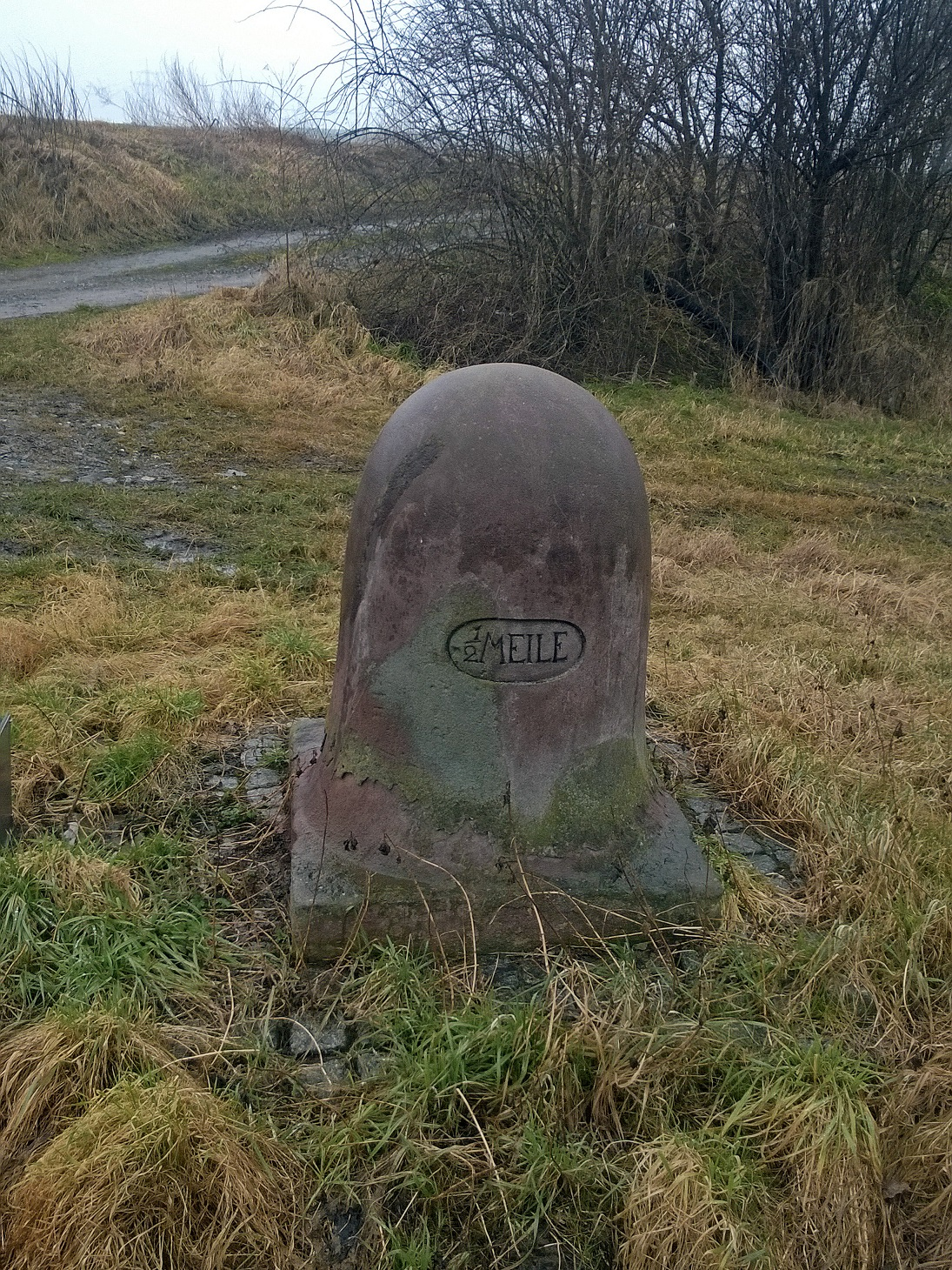
Preußischer Halbmeilenstein bei Lüttchendorf

Der Meilenstein westlich bei Lüttchendorf ist ein Kleindenkmal in der Gemeinde Seegebiet Mansfelder Land im Landkreis Mansfeld-Südharz in Sachsen-Anhalt.
In Lüttchendorfs Umfeld finden sich an der heutigen Bundesstraße 80 gleich drei Relikte einer preußischen Staatschaussee, nämlich das Chausseehaus und der Viertelmeilenstein östlich vom Ort und ein Halbmeilenstein westlich vom Dorf. Alle drei Objekte können dem Jahr 1826 zugeordnet werden, in welchem dieser Teilabschnitt der Chaussee von Berlin nach Kassel inspiziert und ein Abnahmeprotokoll angefertigt wurde. In diesem wird moniert, dass die Meilensteine von Langenbogen aus bis hin zu eben dieser Stelle westlich von Lüttchendorf noch fehlen.
Hier, gegenüber der Bruchmühle und neben dem Froschmühlenstollen, steht seitdem ein preußischer Halbmeilenstein, der die typische Inschrift 1/2 Meile trägt. Diese fehlte Ende der 1990er Jahre bereits und wurde wiederhergestellt. Es handelt sich um eine sogenannte große Glocke, ein entlang der Chaussee zwischen Langenbogen und Nordhausen üblicher Typus, wie man ihn etwa in Seeburg oder Blankenheim vorfindet. Im Jahr 2002 wurde der Meilenstein unter Denkmalschutz gestellt. Im Denkmalverzeichnis trägt er die Erfassungsnummer 094 15927.